# Mortes em setembro de 2008
Mortes em 2008: ← Janeiro – Fevereiro – Março – Abril – Maio – Junho – Julho – Agosto – Setembro – Outubro – Novembro – Dezembro →
Esta é uma relação de pessoas notáveis que morreram durante o mês de setembro de 2008, listando nome, nacionalidade, ocupação e ano de nascimento.

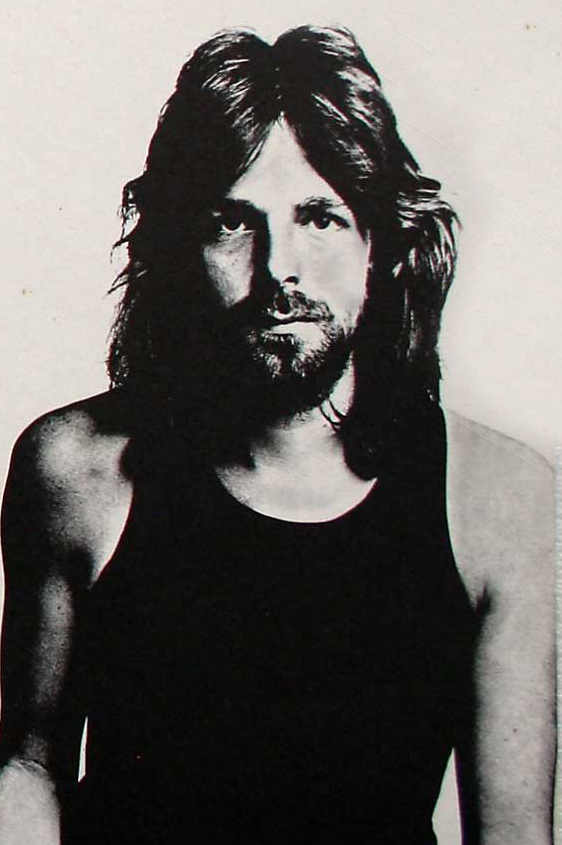
Richard William Wright, músico inglês.

| Dia | Nome                        | Profissão ou motivo de reconhecimento | Nacionalidade  | Ano de nasc. | Ref    |
| --- | --------------------------- | ------------------------------------- | -------------- | ------------ | ------ |
| 1   | Jerry Reed                  | Cantor e ator                         | Estados Unidos | 1937         | [ 1 ]  |
| 4   | Fernando Torres             | Ator                                  | Brasil         | 1927         | [ 2 ]  |
| 4   | Waldick Soriano             | Cantor e compositor                   | Brasil         | 1933         | [ 3 ]  |
| 5   | Fausto Wolff                | Jornalista                            | Brasil         | 1940         | [ 4 ]  |
| 5   | Fernando Barbosa Lima       | Jornalista                            | Brasil         | 1934         | [ 5 ]  |
| 9   | Arnaldo Montel              | Ator                                  | Brasil         | 1930         | [ 6 ]  |
| 9   | Jacob Lekgetho              | Futebolista                           | África do Sul  | 1974         | [ 7 ]  |
| 13  | Peter Camejo                | Ativista                              | Estados Unidos | 1939         | [ 8 ]  |
| 14  | John Burnside               | Ativista e inventor                   | Estados Unidos | 1916         | [ 9 ]  |
| 15  | Gedeone Malagola            | Desenhista                            | Brasil         | 1924         | [ 10 ] |
| 15  | Richard William Wright      | Tecladista                            | Inglaterra     | 1943         | [ 11 ] |
| 16  | Lourenço Diaferia           | Cronista e jornalista                 | Brasil         | 1933         | [ 12 ] |
| 18  | Mauricio Kagel              | Compositor                            | Argentina      | 1931         | [ 13 ] |
| 23  | Esther de Figueiredo Ferraz | Advogada e ministra                   | Brasil         | 1915         | [ 14 ] |
| 24  | Cherry Smith                | Cantora                               | Jamaica        | 1943         | [ 15 ] |
| 26  | Paul Newman                 | Ator                                  | Estados Unidos | 1925         | [ 16 ] |
| 29  | Antônio Sarto               | Bispo                                 | Brasil         | 1926         | [ 17 ] |
| 30  | Miguel Córcega              | Ator                                  | México         | 1930         | [ 18 ] |